# 交響曲変ホ調 (ヒンデミット)
交響曲変ホ調は、パウル・ヒンデミットが1940年に作曲した交響曲で、翌年11月にディミトリ・ミトロプーロス指揮ミネアポリス交響楽団によって初演された。

## 楽器編成
ピッコロ、フルート2、オーボエ2、イングリッシュホルン、クラリネット2、バスクラリネット、ファゴット2、コントラファゴット、ホルン4、トランペット3、トロンボーン3、チューバ、ティンパニ、小太鼓、シンバル、大太鼓、シンバル、むち、グロッケンシュピール、タンブリン、トライアングル、弦五部、

## 演奏時間
約36分。

## 楽曲構成
第1楽章 Sehr lebhaft
金管によるファンファーレの導入の後、ヴァイオリンにより第1主題が提示される。
第2楽章 Sehr langsam
第3楽章 Lebhaft
スケルツォ楽章。
第4楽章 Mäßig schnelle Halbe
ヴァイオリンが第1主題を提示する。